# Jaroslava Mudroho (stanice metra v Charkově)
Jaroslava Mudroho (ukrajinsky Ярослава Мудрого, anglickým přepisem v orientačních plánech Yaroslava Mudroho, do roku 2024 Puškinska, ukrajinsky Пушкінська) je stanice charkovského metra na Saltivské lince. Stanice byla otevřena v rámci prvního úseku linky Saltivska dne 10. srpna 1984.
Konstrukčně je stanice nejhlubší v celém systému, nachází 30 metrů pod zemí. Stanice je trojlodní, kdy její pilíře jsou obloženy bílým mramorem a podlaha je obložená žulou.

## Název
Plánované názvy stanice byly Petrovskoho či Studentska. Dřívější název Puškinska byl vybrán díky stejnojmenné ulici pod kterou se stanice nachází. V důsledku derusifikace Ukrajiny bylo rozhodnuto přejmenovat stanici metra. 24. dubna 2024 spustila charkovská městská rada online hlasování o novém názvu stanice Puškinska, na výběr byly tři názvy a to Nahirna, Politechnična a Jaroslava Mudroho. 26. dubna 2024 byla stanice přejmenovaná, na počest starodávného kyjevského knížete Jaroslava Moudrého, na Jaroslava Mudroho.

## Konstrukce stanice
Stavba linky Saltivska začala v roce 1977, a to zahájením výstavby šachty do střední lodi stanice Jaroslava Mudroho, na úseku od přestupní stanice Istoryčnyj muzej do stanice Barabašova (nyní Akademika Barabašova). Úsek je situován ve velmi obtížných geologických podmínkách, kdy se stavělo v mokrých jílovitých, písčitých a bahenních půdách. Při výstavbě se používal razicí štít z moskevského metra a musely se navíc stavět různá čerpadla a odvodňovací zařízení.
Zatímco střední loď stanice byla hloubená, obě nástupiště byly ražené. Geologické podmínky umožnily poprvé na ražené stanici nahradit litinové potrubí prefabrikovanými železobetonovými prvky s monolitickými příčníky. To umožnilo snížit množství kovu potřebného pro stavbu stanice téměř na polovinu. Při výstavbě eskalátorového tunelu muselo být vyvrtáno až kilometr vrtů, do kterých se prostřednictvím výkonných kompresorových jednotek přiváděl chlazený roztok chloridu sodného, který zamrazil půdu a zhlehčil výstavbu tunelu. Na výstavbě eskalátorového tunelu pracovali již specialisté se zkušenostmi z výstavby stanice Vokzalna, ale také experti z leningradského metra.
11. srpna 1984 se otevřel první úsek linky a obsahoval 5 stanic o délce přibližných 7 kilometrů. Úsek obsahoval přestupní stanici Istoryčnyj muzej a poté stanice Dzeržynska, Puškinska, Kyjivska a Barabašova.

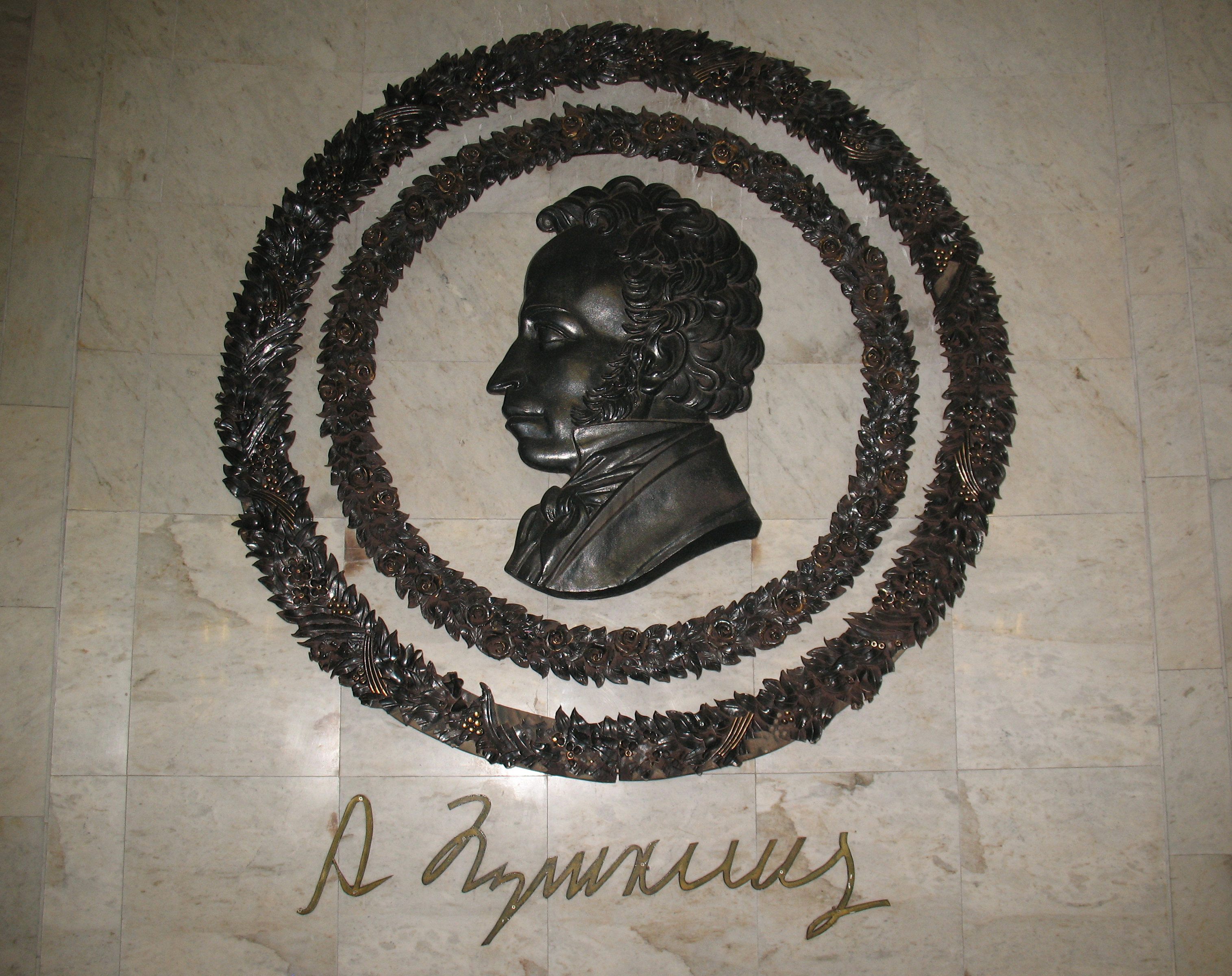
Bas-reliéf Alexandra Puškina na konci střední lodi

## Charakteristika stanice
Z technického hlediska byla stanice postavena jako hluboko založená trojlodní stanice v hloubce 30 metrů. Skládá se ze tří odlišných klenutých hal s jednou centrální halou a dvěma bočními halami s nástupišti, z nichž každý je oddělen řadou sloupů. Centrální hala je s jediným nadzemním vestibulem propojena eskalátorovým tunelem, vestibul má dva východy, které ústí na náměstí Jaroslava Moudrého. Stanice se také nachází v okolí několika vysokých škol, např. Charkovský polytechnický institut, Charkovská národní právnická akademie či Ústav lékařské radiologie v Charkově.

Designově je stanice zcela věnována době a práci Alexandra Puškina. Kdy pilíře mají připomínat závěsy v tanečním sále a pozlacené lustry jsou zase inspirovány lustry z dob básníkova života. Do roku 2024 se ve stanici nacházel bas-reliéf Alexandra Puškina a ve výklencích mramorového obložení, mimo pilíře stanice, se také nacházely kresby na téma básníkových děl a fragmenty z jeho básní. Tyto medailony byly vyrobeny ručně z dunitu a porcelánu, prvky kreseb a texty básní byly nanášeny i ručně zlatou barvou. Na kolejové zdi se také nachází dekorativní kované bronzové kompozice v podobě květin a větví. Před přejmenováním stanice se přemalovaly texty básní na medailoncích.

Medailonek s básní Alexandra Puškina a kresba inspirována básní. Samotné básně byly přemalovány v roce 2024
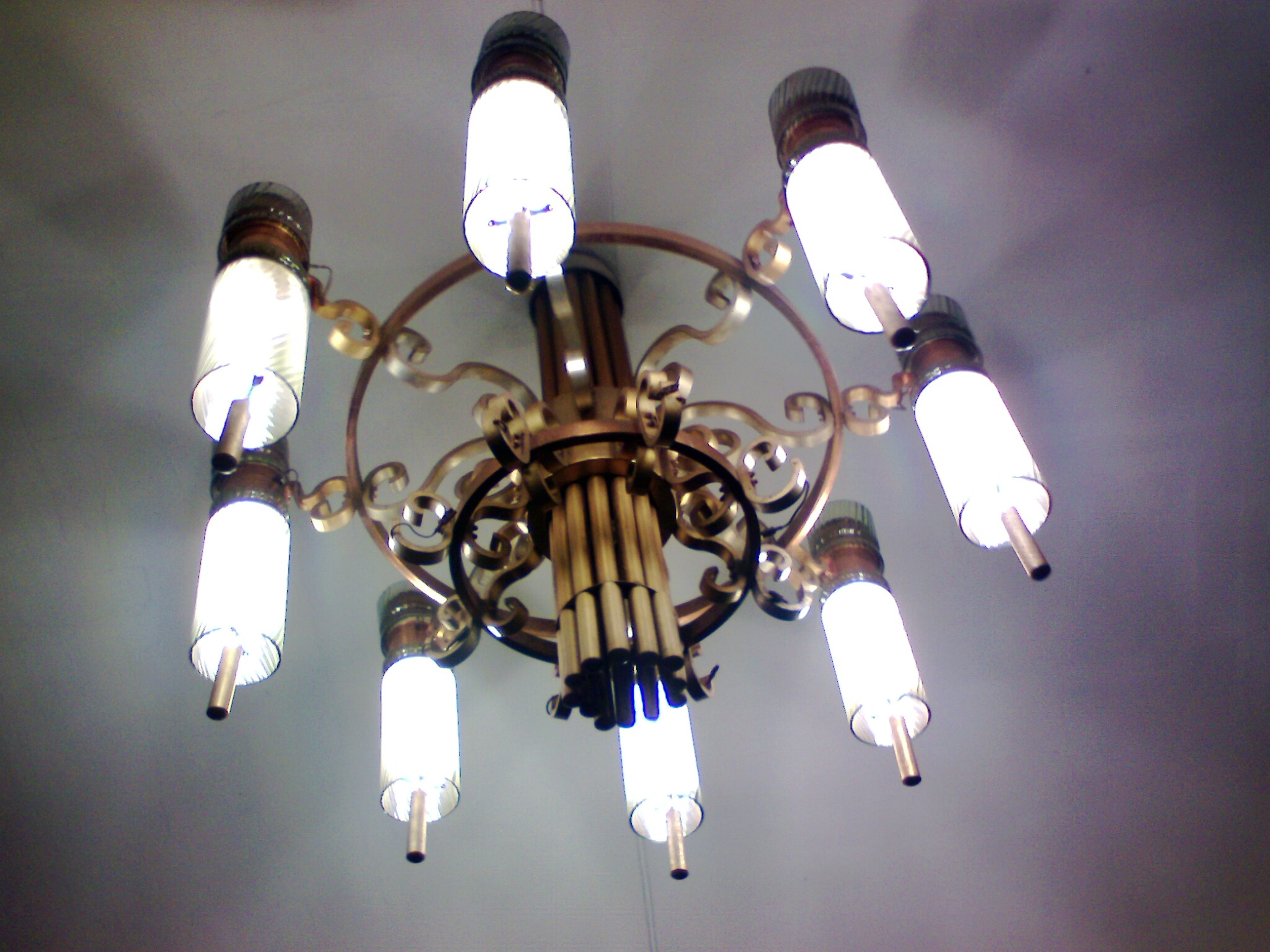
Pozlacené lustry jsou zase inspirovány lustry z dob básníkova života
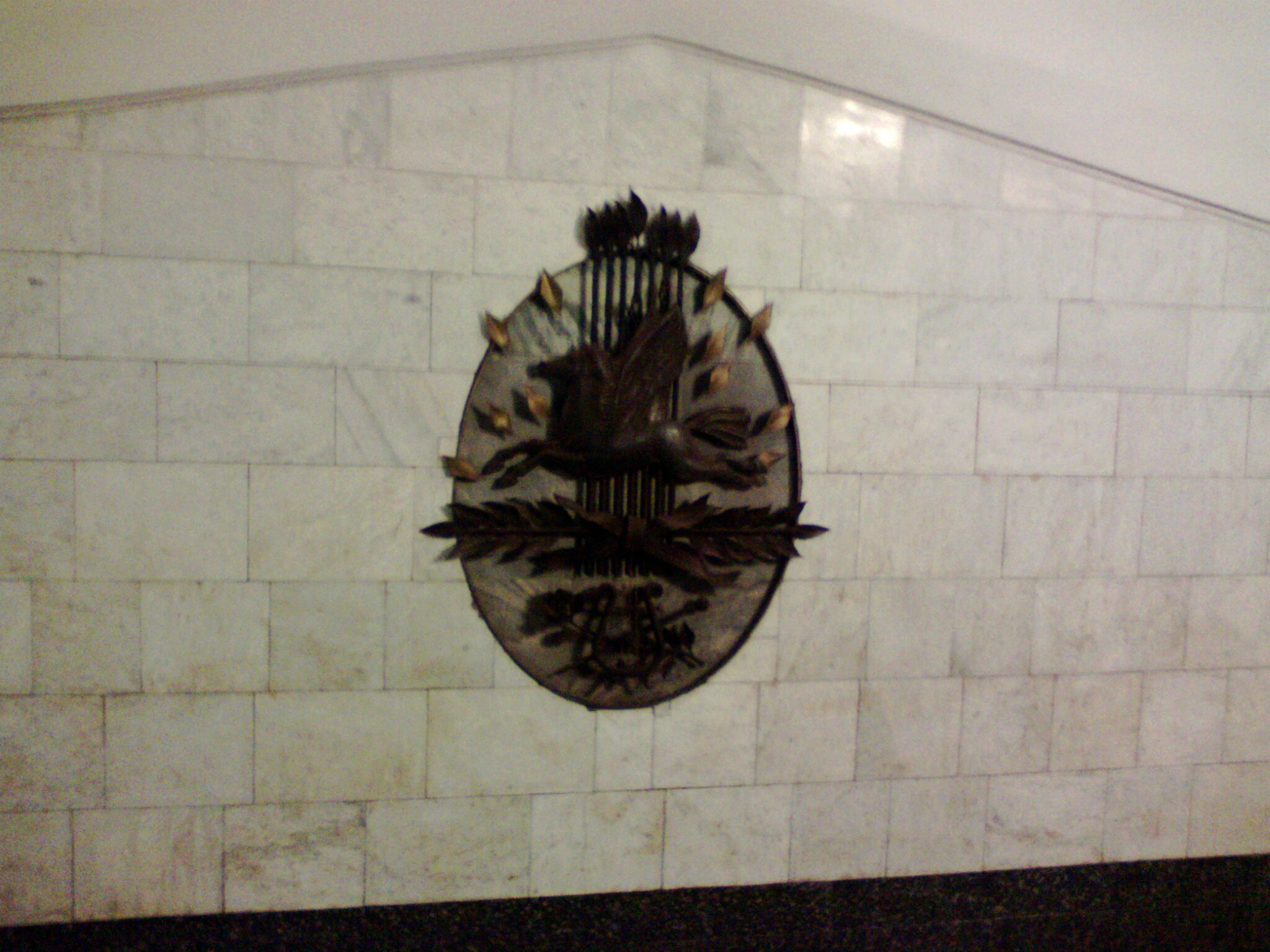
Kované bronzové kompozice v podobě květin a větví na kolejové zdi stanice
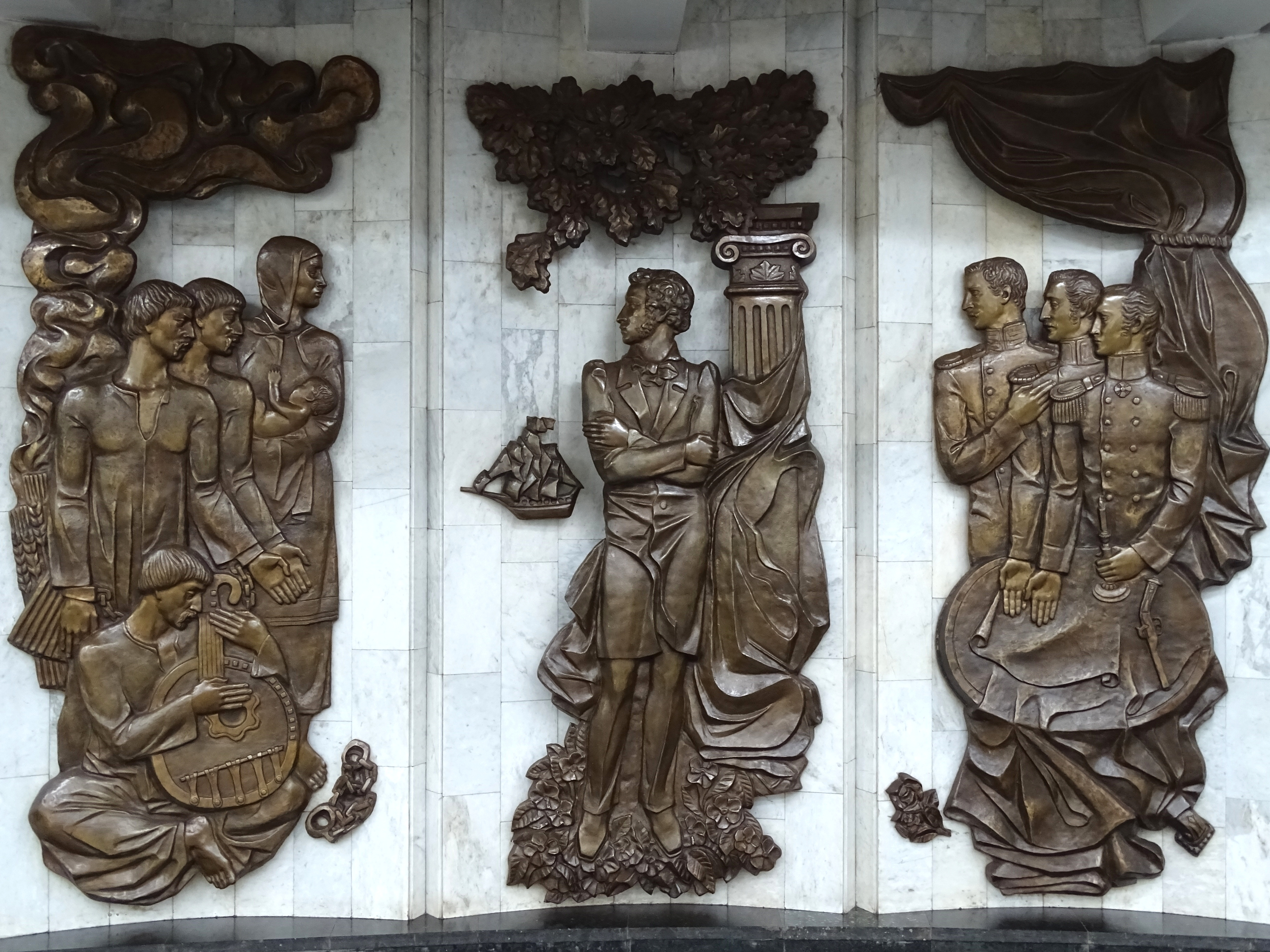
Litá kompozice Puškin a Ukrajina ve vestibulu odstraněna v roce 2023

Ve vestibulu se také nacházelo pět uměleckých litých kompozic nazvané Puškin a Ukrajina, které vyprávějí o různých epizodách ze života básníka, např. o setkání s Decembristy, s obdivovateli jeho talentu během cesty do Oděsy a dalších tématech. Nakonec i větrací mřížky ve střední lodi i samotném vestibulu jsou zakryty litými kovovými kompozicemi s inicály samotného básníka. Samotná kompozice ve vestibulu byla překryta obrazem nazvaným Ukrajina nadevše. Charkovský zabiják války.